# Shōhei Ōoka
Shōhei Ōoka (Tokyo, 6 marzo 1909 – Tokyo, 25 dicembre 1988) è stato uno scrittore giapponese.
Studioso di letteratura francese, iniziò la sua carriera come giornalista, passando poi alla scrittura di romanzi, in seguito al riconoscimento del suo lavoro con importanti premi. Contribuì a portare in Giappone la letteratura francese.

## Biografia
Ooka nacque Tokyo in una famiglia molto benestante originaria della Prefettura di Wakayama, il padre era un agente di cambio mentre la madre era stata una geisha.
Educato allo studio sin da giovanissimo, fu prontamente introdotto alla letteratura francese ed ebbe tra i suoi precettori, anche Hideo Kobayashi che lo introdusse ad un fervente circolo culturale in cui spiccavano i nomi di Chūya Nakahara e il critico Kawakami Tetsutaro.
Frequentò l'Università Imperiale di Kyoto dall'Aprile del 1929 al 1932 laureandosi in Letteratura.
In seguito lavorò un anno come giornalista presso il Kokumin Shimbun, ma lasciò l'impiego per dedicarsi completamente allo studio e alla traduzione della letteratura francese, e in particolare di Stendhal, in giapponese. Essendo malpagato nel 1938 si impiegò come traduttore franco-giapponese presso la Teikoku Sanso e, nel 1943, presso la Kawasaki Heavy Industries.
Chiamato alle armi nel 1944, partecipò alla Seconda guerra mondiale nelle Filippine presso Mindoro come addetto alle comunicazioni, fu fatto prigioniero nel 1945, detenuto nell'isola di Leyte e rimpatriato alla fine della guerra.
Su consiglio del suo mentore Hideo Kobayashi intraprese la carriera di scrittore redigendo un resoconto delle sue esperienze di guerra, pubblicata poi col nome di Furyoki (edito in italiano col nome di Diario di un prigioniero). Il successo dell'opera, culminato con il prestigioso Premio Yokomizo vinto nel 1949 portò Ooka a dedicarsi completamente al mestiere di scrittore.
Curo diverse traduzioni di Stendhal, tra cui una fortunata trasposizione del romanzo Il rosso e il nero, col titolo Le signore della pianura di Musashi (Musashi-no fujin).
Il suo capolavoro è stato Nobi, del 1951, con il quale vinse la terza edizione del Premio Yomiuri. È la storia di un soldato giapponese condannato a morire di fame e di stenti insieme ad alcuni commilitoni. Da questo libro fu tratto dal regista Kon Ichikawa il film omonimo Fuochi nella pianura (Nobi), del 1959.
Tra il 1953 e il 1954 visitò gli Stati Uniti come professore in visita presso l'Università di Yale, ritornato in patria divenne lettore di francese presso l'Università Meiji.
Nel 1958 Ooka diede alle stampe Kaei, romanzo che narra la drammatica storia di una maitresse ormai sul finire della carriera che, incapace di accettare il proprio invecchiamento, finirà in un vortice autodistruttivo nel ricordo della giovinezza perduta. Il libro, ricevette sia il Premio Mainichi che il Premio Letterario Shinchosa nel 1961.
Parallelamente al suo lavoro di scrittore, Ooka curò la biografia di Chuya Nakahara, pubblicata poi nel 1974, di Taro Tominaga e di Natsume Sōseki.
Shohei Ooka morì nel 1988.

## Premi
- 1949 Premio Yokomizo con Furyoki
- 1951 Premio Yomiuri-bungaku con Nobi
- 1961 Premio Mainichi con Kaei
- 1961 Premio Letterario Shinchosa con Kaei
- 1974 Premio letterario Noma con la biografia di Nakahara
- 1976 Premio Asahi
- 1978 Mystery Writers of Japan Award con Jiken
- 1989 (postumo) Premio Yomiuri con la biografia di Natsume Sōseki

## Opere
- Furyoki - Diario di un prigioniero, 1948
- Musashi-no fujin - Le signore della pianura di Musashi, 1950
- Nobi - La guerra del soldato Tamura, 1951 (prima traduzione italiana: Einaudi, Torino 1957)
- Kaei - La tonalità dei fiori, 1958-59
- Reite senki - La battaglia di Leyte, 1962